# Carsten Brosda

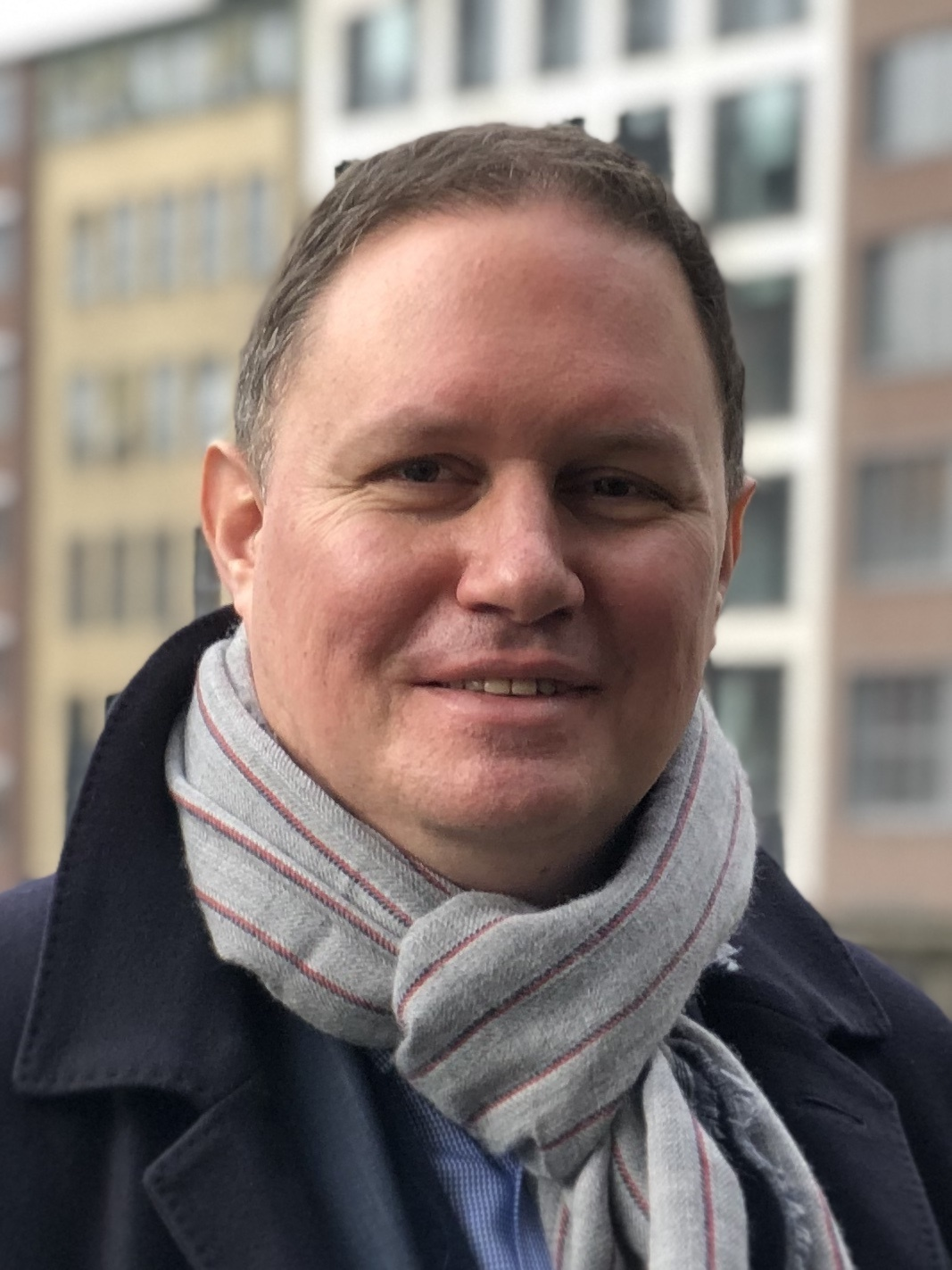
Senator Carsten Brosda (März 2020)

Carsten Brosda (* 3. Oktober 1974 in Gelsenkirchen) ist ein deutscher Politiker (SPD). Seit Februar 2017 ist er Senator der Hamburger Behörde für Kultur und Medien, zunächst im Senat Scholz II und seit März 2018 in den Senaten Tschentscher I, Tschentscher II und Tschentscher III. Seit 21. November 2020 ist Brosda Präsident des Deutschen Bühnenvereins.

## Leben

### Ausbildung
Als Austauschschüler verbrachte Brosda ein Jahr in Texas, USA, wo er in einem Highschool-Kurs mit dem Berufsbild Journalismus in Berührung kam. An der Universität Dortmund studierte er Journalistik und Politikwissenschaft und absolvierte in diesem Rahmen ein Volontariat bei der Westdeutschen Allgemeinen Zeitung in Essen. Auch absolvierte er ein Praktikum in der Pressestelle des SPD-Präsidiums in Berlin. Im Anschluss folgte von der SPD das Angebot einer Halbtagsstelle, welche ihm erlaubte, nebenbei zu promovieren. 2007 wurde er mit einer Arbeit zum Thema „Diskursiver Journalismus“ an der kulturwissenschaftlichen Fakultät der Universität Dortmund promoviert. Mehrere Jahre lang arbeitete er als Lehrbeauftragter an verschiedenen deutschen Hochschulen.

### Berufliche Entwicklung
Von 2000 bis 2005 war er in verschiedenen Positionen als Pressereferent, Redakteur, Redenschreiber und Referent für Grundsatzfragen beim Parteivorstand der SPD in Berlin tätig. Während Gesine Schwans Kandidatur für das Amt der Bundespräsidentin 2004 war er ihr Pressesprecher. Im Bundesministerium für Arbeit und Soziales leitete er von 2005 bis 2009 das Referat Reden, Texte und Analysen und war ab 2008 zudem stellvertretender Leiter des Leitungs- und Planungsstabes. 2007 bis 2009 war er tätig unter dem damaligen Bundesminister für Arbeit und Soziales Olaf Scholz.
Von 2010 bis 2011 war er Abteilungsleiter für Kommunikation des SPD-Parteivorstandes, bis ihn im Juni 2011 der Erste Bürgermeister von Hamburg, Olaf Scholz, zum Leiter seines neugeschaffenen Amtes Medien in die Hamburger Senatskanzlei berief. Ab 2013 war Brosda zudem Bevollmächtigter des Senates der Freien und Hansestadt Hamburg für Medien.

### Kultursenator

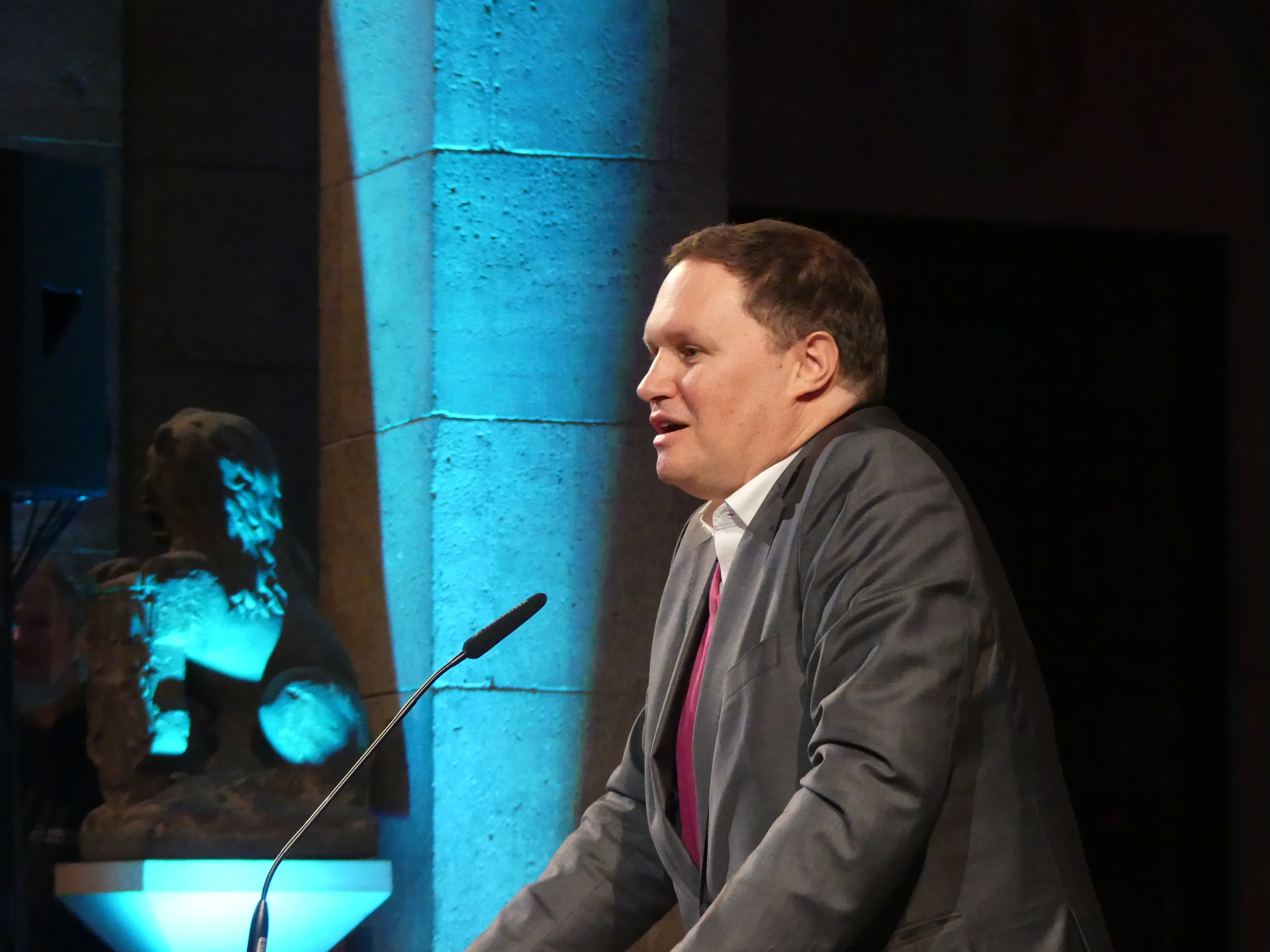
Carsten Brosda (2019)

Zum 1. März 2016 wurde Carsten Brosda zum Staatsrat der Senatskanzlei für die Bereiche Medien und Digitalisierung sowie zum Staatsrat der Kulturbehörde im Senat Scholz II berufen. In der Kulturbehörde wurde er Nachfolger von Horst-Michael Pelikahn. Am 1. Februar 2017 trat Brosda die Nachfolge der im Oktober 2016 verstorbenen Barbara Kisseler als Kultursenator im Senat Scholz II an. Diese Funktion übt er seit dem 28. März 2018 auch im nachfolgenden Senat Tschentscher I aus. Brosda ist seit 2013 für die Hansestadt federführend am Hamburger Mediendialog beteiligt und ist seit 2016 als Senator für Kultur und Medien offizieller Vertreter der Hansestadt in den für den Öffentlich-rechtlichen Rundfunk und für intermediäre Plattformen zuständigen Gremien des Stadtstaats Hamburg, insbesondere für die Abstimmung des Medienstaatsvertrags unter den Bundesländern, der auf Dauer den seit 1987 bestehenden Rundfunkstaatsvertrag ersetzen soll.
Brosda kandidierte auf der SPD-Landesliste für die Bürgerschaftswahl 2020 und wurde in die Bürgerschaft gewählt. Entsprechend der Hamburgischen Verfassung ruht sein Bürgerschaftsmandat wegen seiner Berufung in den Senat.
Als Präsident des Deutschen Bühnenvereins hat Brosda im Dezember 2020 einen Aufruf der Initiative GG 5.3 Weltoffenheit unterschrieben, der sich gegen den BDS-Beschluss des Deutschen Bundestages vom 17. Mai 2019 mit dem Titel „Der BDS-Bewegung entschlossen entgegentreten – Antisemitismus bekämpfen“ richtet.
Brosda ist verheiratet und Vater zweier Töchter.

## Schriften
- zusammen mit Thomas Meyer und Christian Schicha: Diskurs-Inszenierungen: zur Struktur politischer Vermittlungsprozesse am Beispiel der „Ökologischen Steuerreform“. Wiesbaden: Westdeutscher Verlag, 2001, ISBN 3-531-13568-6.
- Diskursiver Journalismus: journalistisches Handeln zwischen kommunikativer Vernunft und mediensystemischem Zwang. Wiesbaden: VS Verlag für Sozialwissenschaften, 2008 (= Dissertation 2007), ISBN 978-3-531-15627-9.
- Die Zerstörung: Warum wir für den gesellschaftlichen Zusammenhalt streiten müssen. Hoffmann und Campe, Hamburg 2019, ISBN 978-3-455-00879-1.
- Die Kunst der Demokratie: Die Bedeutung der Kultur für eine offene Gesellschaft, Hoffmann und Campe, Hamburg 2020, ISBN 978-3-455-00840-1
- Ausnahme / Zustand. Notwendige Debatten nach Corona. Hoffmann und Campe, Hamburg 2020, ISBN 978-3-455-01047-3.
- Mehr Zuversicht wagen. Wie wir von einer sozialen und demokratischen Zukunft erzählen können.  Hoffmann und Campe, Hamburg 2023, ISBN 978-3-455-01632-1.